# Vlada Avramov
Vladimir "Vlada" Avramov (Servisch: Влада Аврамов) (Novi Sad, 5 april 1979) is een Servisch voetballer die speelde als doelman. Hij speelde het grootste deel van zijn loopbaan in Italië.

## Clubcarrière
Avramov begon met voetballen bij de plaatselijke professionele voetbalclub FK Vojvodina, uitkomend in de Prva savezna liga (hoogste niveau van Federale Republiek Joegoslavië). In 2001 vertrok hij naar Vicenza. Na vijf seizoenen in de Serie B, waarvan de laatste op huurbasis bij Pescara, tekende hij een contract bij Fiorentina. De club verhuurde hem direct aan tweedeklasser Treviso.
Avramov keerde in 2007 terug bij Fiorentina. Na het grootste deel van de competitie als tweede doelman achter Sébastien Frey gefunctioneerd te hebben, maakte hij op 17 februari 2008 zijn debuut in de Serie A toen hij na 55 minuten het veld in kwam in de met 2−1 gewonnen thuiswedstrijd tegen Catania. Desondanks bleef hij toch tweede keuze.
Op 19 juli 2011 verliet Avramov Fiorentina om aan de slag te gaan bij Cagliari. In eerste instantie was hij tweede doelman achter Michael Agazzi, maar gedurende het seizoen 2013/14 werd hij toch eerste keus. Hij speelde uiteindelijk 31 wedstrijden voor de club.
Op 19 juli 2014, precies drie jaar later, tekende Avramov een contract bij Torino. Zonder een wedstrijd voor de club gespeeld te hebben, werd hij op 1 september van dat jaar verhuurd aan Atalanta Bergamo. Hij speelde drie wedstrijden tijdens zijn verhuurperiode. Op 1 juli 2015 verliep zijn contract bij Torino, waarna hij een transfervrije speler werd.
Op 2 september 2015 tekende Avramov een contract tot het einde van het jaar bij het Japanse FC Tokyo, uitkomend op het hoogste niveau. Hij speelde uiteindelijk 8 wedstrijden voor de club alvorens zijn contract op 27 december 2015 afliep.

## Interlandcarrière
Avramov werd voor het eerst opgeroepen voor het Servisch voetbalelftal voor de wedstrijd tegen Azerbeidzjan op 2 september 2006, maar maakte zijn debuut op 21 november 2007 tegen Polen. Hij was de vervanger van vaste doelman Vladimir Stojković, die kampte met een blessure.

### Gespeelde interlands
| Interlands van Vlada Avramov voor Servië | Interlands van Vlada Avramov voor Servië | Interlands van Vlada Avramov voor Servië | Interlands van Vlada Avramov voor Servië | Interlands van Vlada Avramov voor Servië | Interlands van Vlada Avramov voor Servië |
| №                                        | Datum                                    | Wedstrijd                                | Uitslag                                  | Competitie                               | Goals                                    |
| Als speler bij ACF Fiorentina            | Als speler bij ACF Fiorentina            | Als speler bij ACF Fiorentina            | Als speler bij ACF Fiorentina            | Als speler bij ACF Fiorentina            | Als speler bij ACF Fiorentina            |
| ---------------------------------------- | ---------------------------------------- | ---------------------------------------- | ---------------------------------------- | ---------------------------------------- | ---------------------------------------- |
| 1                                        | 21 november 2007                         | Servië – Polen                           | 2 – 2                                    | EK 2008 kwalificatie                     |                                          |
| 2                                        | 24 november 2007                         | Servië – Kazachstan                      | 1 – 0                                    | EK 2008 kwalificatie                     |                                          |